# WCW International World Heavyweight Championship
O World Championship Wrestling (WCW) International World Heavyweight Championship foi um título de wrestling que tomou o lugar do NWA World Heavyweight Championship quando à World Championship Wrestling cortou ligações com à National Wrestling Alliance em 1993. O nome WCW International se referia a uma subsidiária inexistente da World Championship Wrestling, e o cinturão foi considerado com status de "World Championship". Após um ano, a WCW unificou o título com o WCW World Heavyweight Championship.  